# Martin Kelkelund
Martin Tøttrup Kelkelund  (født 28. december 1971) er en dansk politiker, tidligere medlem af Dansk Folkeparti og Det Konservative Folkeparti og nuværende medlem af Socialdemokratiet.
Martin Tøttrup Kelkelund var meget tæt på at blive valgt ind i Folketinget under valget i 2007, hvor han var stillet op for Dansk Folkeparti, men blev landskendt på at tabe med blot to stemmer til Marlene Harpsøe, selv om han havde 100 flere personlige stemmer end Marlene Harpsøe, på grund af det danske valgtekniske system.
I protest over Dansk Folkepartis manglende sundheds- eller en skattepolitik og Søren Krarups holdinger om homoseksuelles ret til at adoptere og revselsesretten meldte Kelkelund sig ud af partiet og ind i Det Konservative Folkeparti. I 2019 skiftede Martin Tøttrup Kelkelund til Socialdemokratiet, for hvilket han i 2021 stillede op til kommunalvalget i Frederikshavn Kommune.  Martin Tøttrup Kelkelund blev valgt ind med 134 personlige stemmer. I oktober 2024 skiftede han parti til SF - Martin Tøttrup Kelkelund genopstiller ikke ved valget i 2025, da han har valgt at hellige sig velgørende arbejde i Afrika.[kilde mangler]
Martin Tøttrup Kelkelund er i dag neurolog på sin egen klinik i Sæby og Skagen.[kilde mangler]
Kelkelund giftede sig den 13. marts 2010 med den succesfulde erhvervsmand Thomas Tøttrup og har siden brugt navnet Tøttrup som mellemnavn. Privat bor parret i Skagen og Frederiksberg.[kilde mangler]